# Kilkee
Kilkee (Cill Chaoi en irlandais) est une ville côtière du comté de Clare en Irlande.

## Histoire
Jusqu'au début du XIXe siècle, Kilkee n'était qu'un petit village de pêcheurs. Dans les années 1820, un service de bateau à vapeur est lancé entre Limerick et Kilrush, les visiteurs commencent alors à affluer.
Petit à petit, la demande de résidences secondaires près de la mer augmente et le nombre des constructions explose dans les années 1830. Plusieurs hôtels, trois églises sont construits : en 1831 une église romane catholique, en 1843 une église protestante, en 1900, une église méthodiste.
Le 30 janvier 1836, l'Intrinsic, un navire de Liverpool à destination de la Nouvelle-Orléans, est poussé dans la baie près de Bishops Island à Kilkee. Le navire est projeté à plusieurs reprises contre les falaises et coule avec son équipage de 14 personnes, dont aucune n'a survécu. Le site de l'épave s'appelle désormais 'Intrinsic Bay'.
Un voilier, l'Edmond coule à Edmond Point le 19 novembre 1850. Le navire naviguait de Limerick à New York mais a été poussé dans la baie de Kilkee par une tempête. Comme la marée était très haute, le navire a été drossé jusqu'à la pointe Edmond, où il s'est séparé en deux. Sur les 216 personnes à bord, 98 sont noyées dans la catastrophe.
Exactement 50 ans jour pour jour après le naufrage de l'Intrinsic, le 30 janvier 1886, le Fulmar coule juste au nord de Kilkee dans une zone connue sous le nom de Farrihy Bay. Le navire est un cargo transportant du charbon de Troon en Écosse à Limerick, mais n'a jamais atteint sa destination. Sur les 17 membres d'équipage à bord, un seul corps a été retrouvé.
Les 28 et 29 décembre 1894, l'Inishtrahull est porté disparu quelque part près de la côte de Kilkee.
Le naufrage du navire n'a été confirmé que le 3 janvier 1895, lorsqu'une section bâbord de la proue d'un navire portant une plaque en laiton marquée "Glasgow" a été récupérée par les garde-côtes de Kilkee.
Dans les années 1890, Kilkee connut encore un autre boom, lorsque le West Clare Railway s'ouvrit au transport de marchandises, améliorant la vie commerciale dans la région, tout en offrant un moyen de transport relativement rapide. De nombreuses personnalités de la société se sont rendues à Kilkee, notamment Sir Aubrey de Vere, Charlotte Brontë (qui y a passé sa lune de miel), Sir Henry Rider Haggard, et Alfred Tennyson. En 1896, la princesse héritière d'Autriche visite la ville.
L'artiste et compositeur Percy French était un fidèle de la ville. Un incident sur le West Clare Railway, sur le chemin de Kilkee, l'a incité à écrire la chanson "Are Ye Right There Michael".
Bien qu'elle soit devenue plus développée et moderne ces dernières années, la ville conserve une partie de son atmosphère de l'époque victorienne et du XIXe siècle.
Kilkee reçoit régulièrement le pavillon bleu décerné par la Commission européenne.
En 2006, une statue de Richard Harris est dévoilée à Kilkee par l'acteur Russell Crowe.

## Tourisme
Kilkee est la station balnéaire la plus ancienne d'Irlande et reste l'une des plus populaires avec une clientèle fidèle depuis de nombreuses générations. En plus de l'excellente plage, considérée comme l'une des plus sûres d'Irlande, surtout pour les enfants, beaucoup d'activités sont possibles à Kilkee. Des touristes viennent à Kilkee pour plonger et contempler l'abondance des poissons et les formations rocheuses. Un club de plongée sous-marine y est très actif. Les sports nautiques comme le canoë, le paddle sont populaires et des cours sont dispensés pendant l'été. Les promenades publiques sont réputées, l'acteur Russell Crowe a déclaré que la célèbre promenade sur les falaises était la plus belle promenade publique au monde. Les baleines et les dauphins sont également attractifs et il y en a en abondance dans les eaux atlantiques environnantes. Au cours des dernières années, au cours d'une période de croissance économique rapide en Irlande connue sous le nom de «tigre celtique», Kilkee a connu une expansion considérable avec le développement d'hôtels, de résidences et d'autres formes de logement. La principale source de revenus de la ville reste le secteur du tourisme et, par conséquent, de nombreux lieux de loisirs ont été créés, notamment des restaurants, des pubs et des cafés. Les vacances d'été dans les années 1950 à Kilkee sont décrites de manière évocatrice dans les mémoires de Homan Potterton,  Rathcormick  (2001).

## Démographie
La population est multipliée par quatre entre 1820 et 1850.
.

## Jumelages
Cette commune irlandaise est jumelée avec Plouhinec (Morbihan), commune française de la région Bretagne.

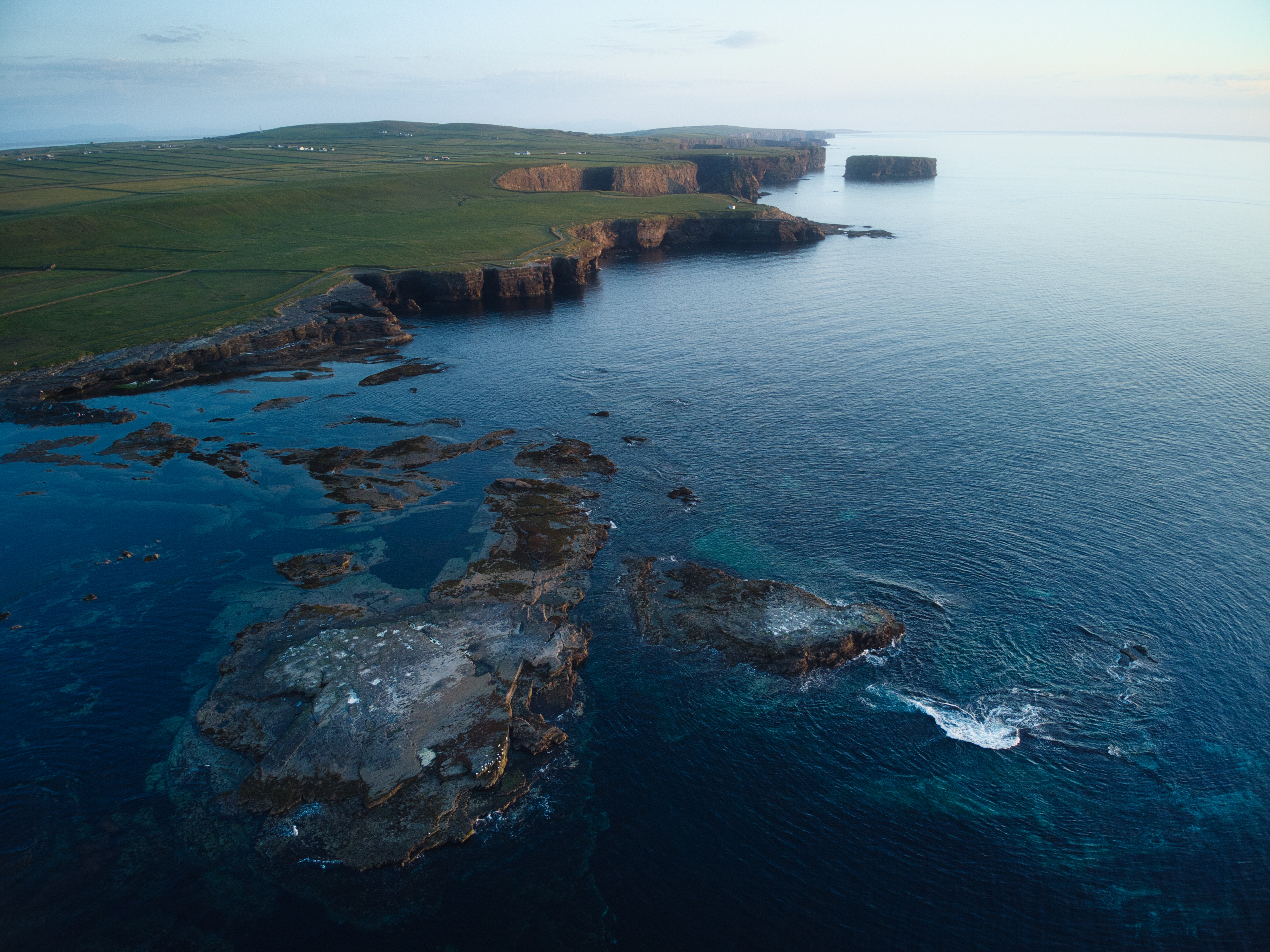
Une côte dangereuse.
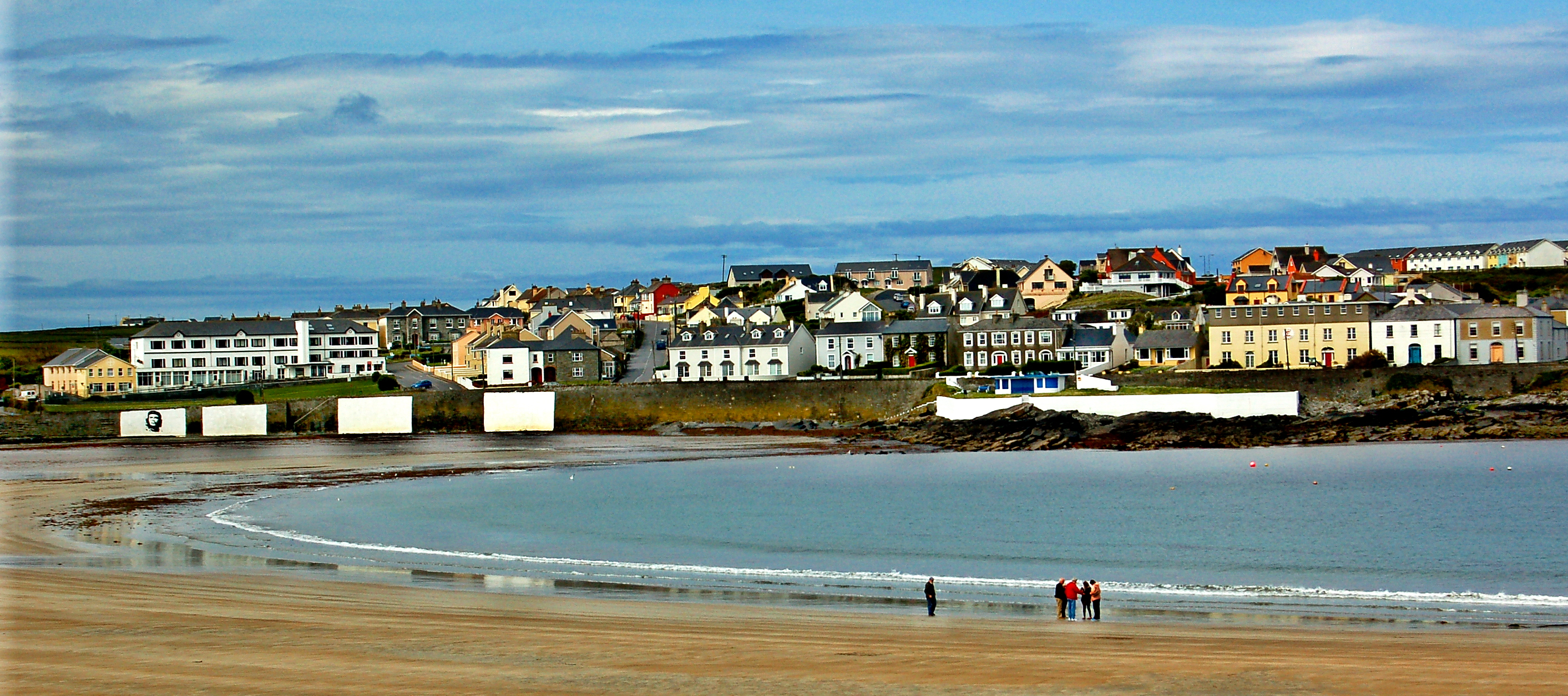
La plage.
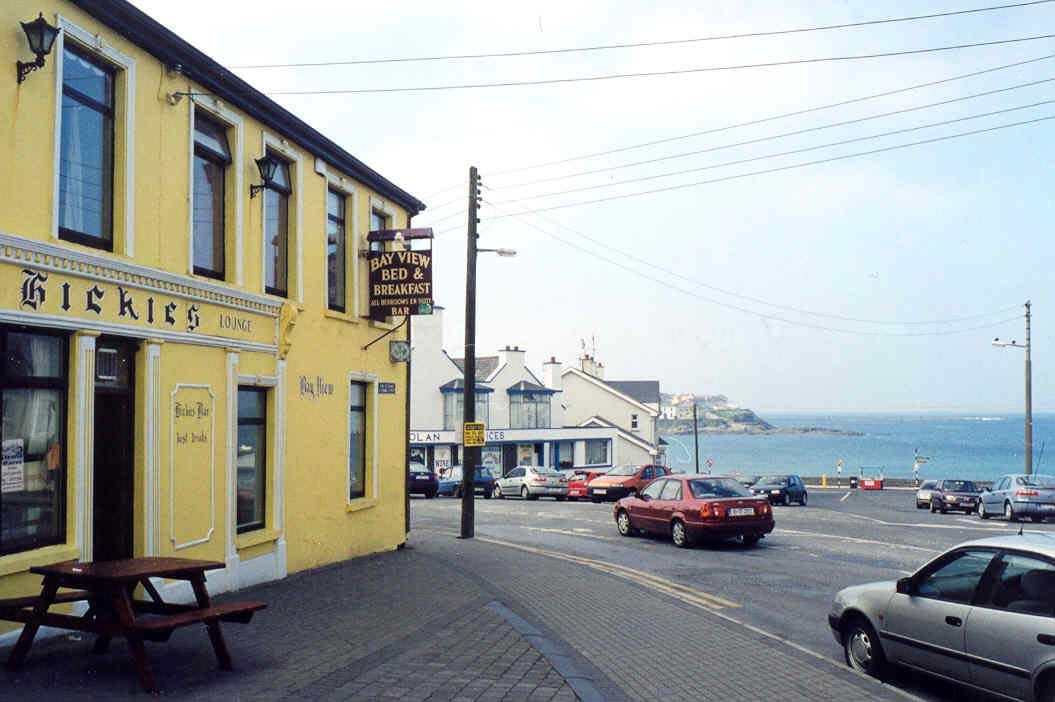
La baie vue d'Hickie's pub.
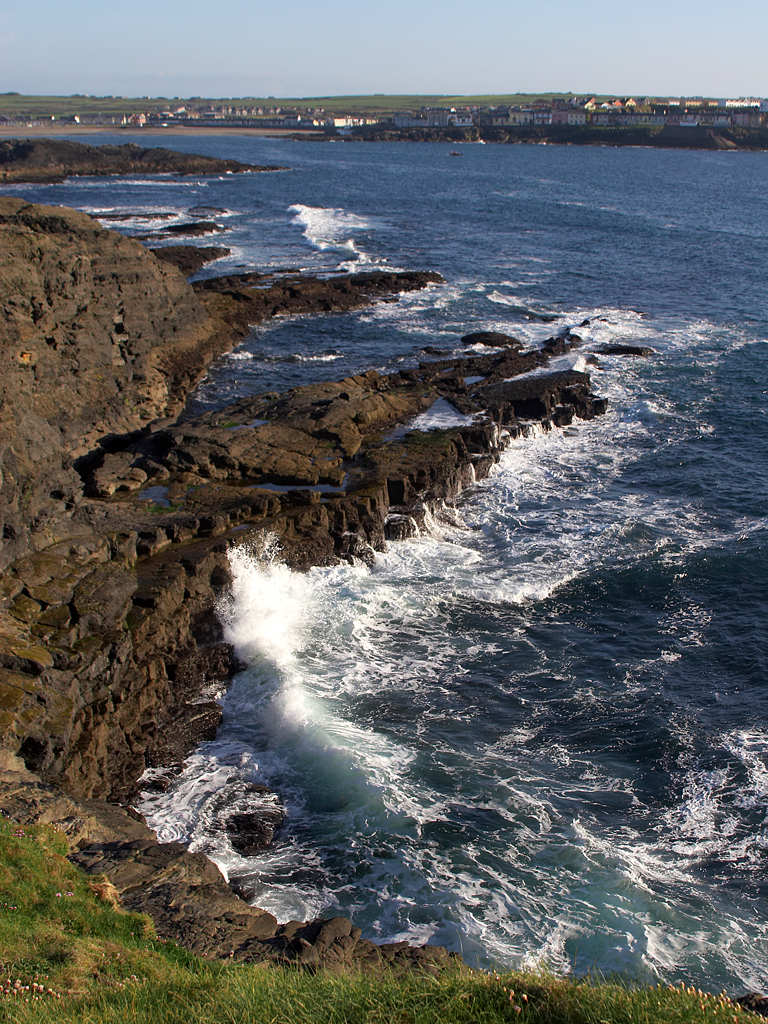
Les falaises.
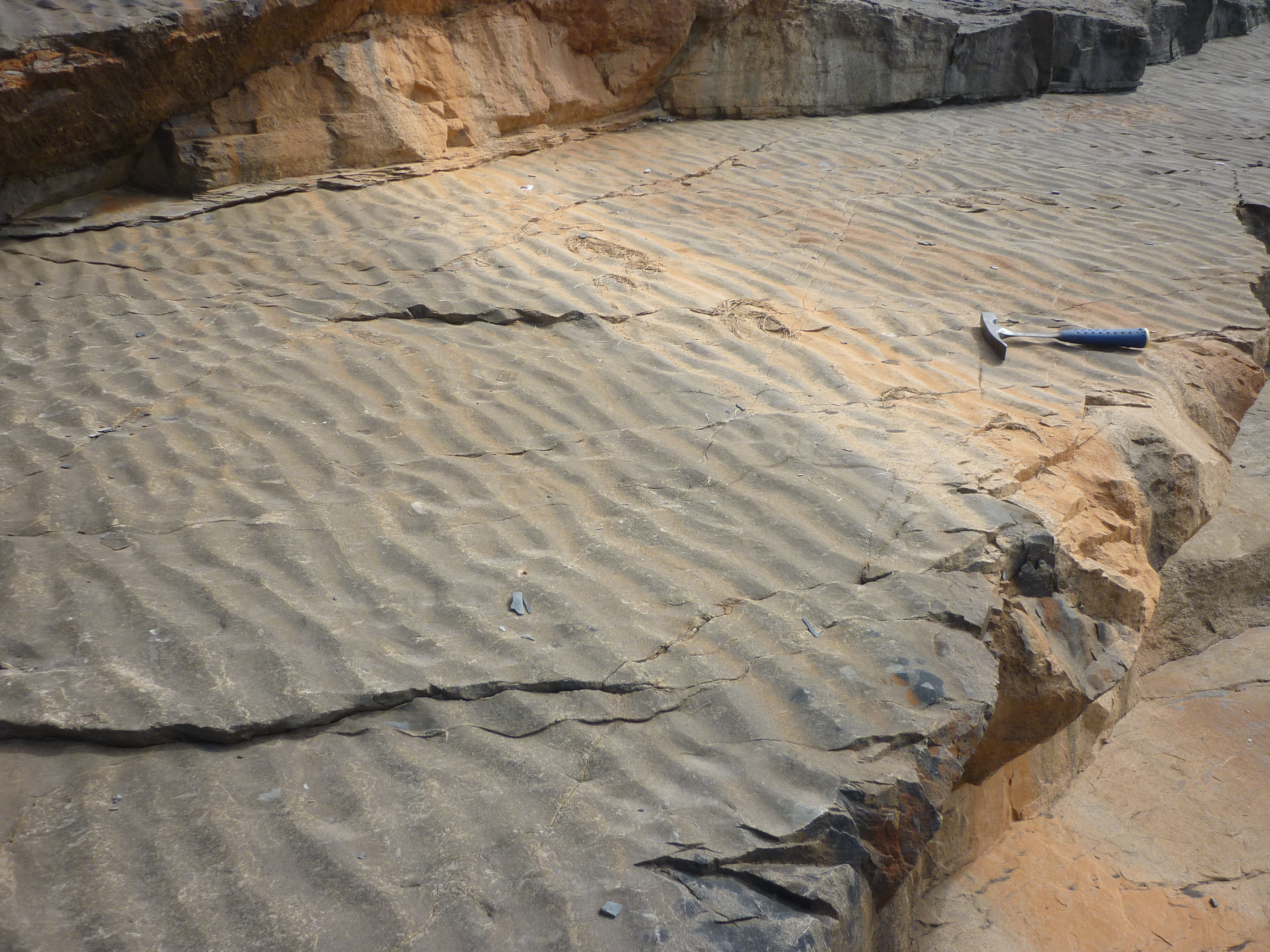
Ridins de sable pétrifiés.